# Ermanno Giuseppe di Colonia
Ermanno Giuseppe di Colonia anche Ermanno Giuseppe di Steinfeld (Colonia, 1160 circa – Hoven, 7 aprile 1241) è stato un religioso tedesco, appartenente all'ordine premostratense, e un mistico. Mai ufficialmente canonizzato, nel 1958 il suo status di un santo della Chiesa cattolica romana fu formalmente riconosciuto da papa Pio XII.

## Agiografia
Secondo la biografia di Razo Bonvisinus, contemporaneo e priore dell'Abbazia di Steinfeld, Ermanno era figlio di nobili genitori, ma poveri: il padre era Lotario, conte di Meer (ora Meerbusch), e sua madre santa Ildegonda. Dimostrò prestissimo una particolare devozione per la Madonna.
All'età di dodici anni entrò nella abbazia premonstratense dei Canonici Regolari di Steinfeld: poiché era troppo giovane per essere accettato nell'Ordine, fu inviato a fare i suoi studi nel monastero di Mariengaarde, nei Paesi Bassi. Al suo ritorno, fece i suoi voti e prese l'abito. Come novizio, gli fu affidato inizialmente il servizio del refettorio e poi della sacrestia.
Dopo la sua ordinazione, Ermanno a volte fu inviato a svolgere attività pastorali. Verso la fine della sua vita, aveva sotto il suo incarico il benessere spirituale delle monache cistercensi a Hoven, nei pressi di Zülpich, che serviva come cappellano.
Morì nel 1241 a Hoven, il giovedì dopo Pasqua. Il martedì dopo Pentecoste le sue spoglie furono portate a Steinfeld dove si trovano ancor oggi la sua tomba di marmo.

## Opere
Compose molti scritti, ma di lui conosciamo solo:
- Duodecim Gratiarum actiones,
- Precula de quinque Gaudiis Beatae Mariae Virginis

Scrisse anche un Commento al Cantico dei Cantici, perduto.

## Culto
Già nel 1339 gli fu dedicata una chiesa a Ubbergen. Il processo della sua canonizzazione fu iniziato nel 1626, su richiesta dell'arcivescovo di Colonia Ferdinando e l'imperatore Ferdinando II, ma fu interrotto. La sua festa, comunque, continuò ad essere celebrata il 7 aprile dai membri del suo Ordine. La sua condizione di santo è stato confermato da Papa Pio XII nel 1958).
Dal Martirologio Romano al 7 aprile: "Nel monastero premostratense di Steinfeld in Germania, sant'Ermanno Giuseppe, sacerdote, che rifulse di tenero amore per la Vergine Maria e celebrò con inni e lodi la devozione verso il Sacro Cuore di Gesù".

### Iconografia
Viene rappresentato inginocchiato davanti ad una statua della Vergine col Bambino e offerente una mela o con un calice ornato di tre rose.
Un noto dipinto di Antoon Van Dyck, conservato al Kunsthistorisches Museum di Vienna, ritrae lo sposalizio di Ermanno con la Vergine.